# Giulia Berna
Giulia Berna (Senigallia, 19 aprile 1871 – Ancona, 10 ottobre 1957) è stata un'attivista italiana, promotrice delle iniziative  per affermare i diritti delle donne e conosciuta in particolare per essere la leader delle dieci maestre di Senigallia, che con la "sentenza Mortara" del 25 luglio 1906, ottennero per la prima volta il diritto di voto in Italia.

## Biografia
Nacque a Senigallia il 19 aprile 1871, terzogenita di Gioacchino e Fidalma Pattonico, entrambi bidelli: il padre apparteneva a un clan di origine veneziana,trasferitosi nella città adriatica nei primi anni dell’Ottocento. Conclusi i primi studi nella città natale, Giulia venne ammessa nel luglio 1887 al 4º corso presso la Scuola Normale di Ancona, conseguendo, il 23 luglio 1890, la patente di maestra di grado superiore. Esordì nella carriera docente insegnando a Ripe (oggi Trecastelli) e passando subito dopo alle Scuole rurali di Senigallia: andò in pensione nel 1931. Il 9 settembre 1893 si sposò con Antonio Storani, foglio del veterinario di Scapezzano (frazione di Senigallia). Dal matrimonio nacquero cinque figli: Luigi (1894), Carlo (1896), Maria (1899), Emma (1901) e Iole (1903). Il fatto di essere rimasta incinta del primo figlio prima di sposarsi sollevò dicerie circa la sua «onorabilità» e portò il Consiglio scolastico provinciale di Ancona (composto da undici uomini e presieduto dal prefetto), in seguito alla riunione del 23 novembre 1893, a comminarle tre mesi di sospensione. Ma Giulia aveva già rassegnato le sue dimissioni da maestra ed era partita per Roma in cerca di fortuna; non avendola trovata, accettò per un lustro (1893-98) un incarico d'insegnamento ad Annifo, frazione pedemontana del Comune di Foligno. Il mancato adeguamento stipendiale, la destinazione in sedi disagiate e altre problematiche la indussero a persistere, negli anni successivi, nella battaglia ingaggiata contro l'Amministrazione senigalliese. Rientrata in servizio come insegnante elementare di Senigallia nel gennaio 1899 come affidataria della cattedra nella frazione de La Gabriella, sulle colline settentrionali del capoluogo miseno, Giulia ricorse nel 1901 al ministero della Pubblica istruzione per veder riconosciuti i propri diritti, ma il ministro Nunzio Nasi, con lettera del 17 gennaio 1902, rigettò la di lei istanza. Intanto, in piena età giolittiana, l'emancipazione femminile italiana stava conoscendo un dinamismo e un'organizzazione inediti. Essendo venuta a conoscenza, ai primi di marzo del 1906, dell'invito pubblico rivolto da Maria Montessori alle italiane ad iscriversi alle liste elettorali politiche, poiché non esisteva alcun divieto normativo al riguardo, Giulia fu una delle promotrici della vicenda che portò lei e altre nove colleghe (otto di Senigallia e una della limitrofa Montemarciano) a diventare le prime elettrici della storia italiana ed europea. Il 25 luglio 1906, la "sentenza Mortara" della Corte d'appello di Ancona sancì il diritto di voto per le dieci maestre marchigiane: la vicenda durò 10 mesi,finché una sentenza della Cassazione prima (4 dicembre 1906) e poi della Corte di appello di Roma (8 maggio 1907) annullarono la sentenza emessa da Lodovico Mortara, insigne giurista, al tempo presidente della Corte di appello dorica, e poi Primo Presidente della Cassazione capitolina (dal 1915) e guardasigilli nei due ministeri Nitti (1919-20), unico ministro politicamente indipendente di quei due governi.
La vicenda delle protoelettrici, rimasta sepolta nell'oblio per 90 anni, si trova al centro del libro Dieci donne. Storia delle prime dieci elettrici italiane di Marco Severini, contemporaneista dell'Università di Macerata.
Separatasi dal marito, che aveva trovato per alcuni anni un impiego come vigile urbano (venendo però licenziato da quel Corpo nel 1927), condusse il resto dell'esistenza defilata dalla vita pubblica. Eppure il 2 giugno 1946 andò a votare per il referendum istituzionale e per l'elezione dei costituenti, forte di un diritto acquisito 40 anni prima. Come lei, altre quattro protoelettrici del 1906 furono chiamate in cabina elettorale per recare il proprio voto in una delle più importanti cesure della storia nazionale. Giulia Berna è morta all'Ospedale civile di Ancona, all’età di ottantasei anni, il 10 ottobre 1957.
In occasione del 60º anniversario della sua morte, sfuggita alle cronache, l'Associazione di Storia Contemporanea ha organizzato una serie di iniziative pubbliche per ricordarla, alla presenza dei familiari.